# Tatra Nationalpark (Polen)
 Ikke at forveksle med Tatra Nationalpark (Slovakiet).Tatra Nationalpark (polsk: Tatrzański Park Narodowy; abbr. TPN) er en nationalpark der ligger i Tatrabjergene i Tatra-amtet, i Det Lillepolske Voivodeship i Maopolopolska-regionen, i det centrale sydlige Polen. Parken har sit hovedkvarter i byen Zakopane.
Tatrabjergene danner en naturlig grænse mellem Polen mod nord og Slovakiet mod syd, og de to lande har siden begyndelsen af det 20. århundrede samarbejdet om bestræbelser på at beskytte området. Slovakiet oprettede en tilstødende nationalpark, og UNESCO udpegede senere den samlede indsats som et grænseoverskridende biosfærereservat.

## Parkens historie
De første opfordringer til beskyttelse af Tatraerne kom i slutningen af det 19. århundrede. I 1925 tog man de første skridt til at skabe en nationalpark, i samarbejde med Slovakiet. Formelt blev parken oprettet i 1937 på et område, der tilhørte statens skovmyndigheder. I 1947 blev der oprettet en separat administrativ enhed, Tatra Park.
I 1954 blev Tatra National Park ved beslutning truffet af den polske regering oprettet. Det blev oprindeligt oprettet med et areal på 215,56 km2, men den er senere blevet lidt mindre til 211,64 km2. Heraf 151,91 km2 er skov og resten hovedsagelig enge. Strengt beskyttede zoner tegner sig for 115,14 km2, heraf er 61,49 km2 er skovøkosystemer.
I 1992 blev de polske og slovakiske nationalparker i Tatraerne i fællesskab udpeget til et grænseoverskridende biosfærereservat af UNESCO under dets Man and the Biosphere Program.
To områder i parken er udpeget som Ramsarområder.

## Geografi
Bjerge
Nationalparken ligger i den polske del af Tatrabjergene, som er en del af de vestlige Karpater, som er opdelt i to sektioner: Høje Tatra (Tatry Wysokie ) og de vestlige Tatra (Tatry Zachodnie ). Landskabet består af skarpkantede toppe og huler med adskillige klippeformationer. Den højeste top i Polen, Rysy (2.499 moh.), er placeret her.
Huler
Der er omkring 650 huler i parken, hvoraf Wielka Sniezna- hulesystemet er med 18 kilometer det længste og den dybeste (814 meter). Seks huler i dette system er åbne for offentligheden.
Vande
Der er flere vandløb, hvor det længste er 20 km. Vandfald som Wodogrzmoty Mickiewicza er populære blandt turister. Det højeste vandfald er Wielka Siklawa på70 meter.
Parken har over 30 bjergsøer, (på polsk kaldet staw ). Disse vandområder er en vigtig del af Høje Tatra landskabet. De største søer er: Morskie Oko med et areal på 349.000 m² og en maksimal dybde på 50,8 meter); og Wielki Staw med et areal på 344.000 m² og en maksimal dybde på 79,3 meter).

## Biologi og økologi

### Flora
Op til 1.250 moh. er der hovedsageligt skove med ædelgran (Abies alba) og almindelig bøg (Fagus sylvatica). Højere niveauer op til 1.150 moh. er dækket af rødgranskove (Picea abies), der bliver til enge og græsarealer i højderne op til 1.800 moh.. Over 1.800 moh., er der alpin flora.
Andre typiske arter inkluderer cembrafyr (Pinus cembra ), edelweiss (Leontopodium alpinum) og bjerg-bakketidsel (Carlina acaulis). Foråret i Kościeliska-dalen er bemærkelsesværdigt med marker med vårkrokus (Crocus vernus, syn: Crocus scepusiensis).

### Fauna
Nationalparken er hjemsted for flere endemiske arter, og mange truede og beskyttede arter. Dyr inkluderer: Tatragemse og murmeldyr, som begge har været beskyttet siden midten af det 19. århundrede; brun bjørn, europæisk los, grå ulv, europæisk odder, lille skrigeørn og falke.

## Kultur

### Górale
Podhale-regionen i Tatra er hjemsted for Górales eller Goral-folket. Karakteristiske elementer i deres kultur er deres dialekt, musik og traditionelle kunsthåndværk indenfor tøj, byggestil, ostefremstilling og håndværk. Den historiske Górale-kultur blev traditionelt videreført i mundtlige historier.

### Miljø
Området i Tatrabjergene er præget af tidligere menneskelige aktiviteter. Om sommeren har store flokke af dyr (som geder, får og køer) græsset på bjergengene, og denne praksis forårsagede erosionsprocesser. I det 18. og 19. århundrede blev der bygget flere miner og jernværker her, industrier der brugte betydelige mængder af lokalt træ.
Aktuelle miljøtrusler omfatter nærheden af den hurtigt udviklende by Zakopane, og luftforurening fra industriområderne i Kraków, Ostrava og Orava. Faunaen er truet af krybskytter og tab af levesteder.
Det høje antal turister er i øjeblikket den største trussel mod parkens økosystem. Desuden er infrastrukturen, såsom hoteller og parkeringspladser, ikke tilstrækkelig til det nuværende antal besøgende.[kilde mangler] 

### Turisme
Turisme blev først udviklet i Tatraerne i slutningen af det 19. århundrede og fortsætter i det 21. århundrede. Det er den mest besøgte af de nationalparker i Polen.
Der er mere end 270 kilometer vandrestier i Tatra National Park.

## Galleri
- Et område med krokus i Goryczkowa-dalen, de vestlige Tatra
- Mnichy Chochołowskie
- Siklawa vandfald
- Hala Gąsienicowa
- Søen Morskie Oko
- Kościelec, Høje Tatra
- Tatra bjerglandskab
- Chochołowska-dalen om vinteren
- En Tatragemse
- Tatra Murmeldyr
- Europæisk brunbjørn
- Gentiana verna